# Bóng đá tại Nhật Bản
Bóng đá là một trong những môn thể thao phổ biến nhất ở Nhật Bản. Hiệp hội Bóng đá Nhật Bản (JFA) là cơ quan quản lý trên toàn quốc, tổ chức giải chuyên nghiệp J. League, giải đấu bóng đá cấp quốc gia thành công nhất châu Á. Nhật Bản cũng là quốc gia có nền tảng bóng đá phát triển toàn diện nhất Châu Á ở cả nam và nữ cũng như ở cả bóng đá bãi biển và futsal.

## Tên gọi "Bóng đá" ở Nhật Bản
Mặc dù trong tên chính thức bằng tiếng Anh của Hiệp hội Bóng đá Nhật Bản sử dụng từ "football" của tiếng Anh-Anh, nhưng từ sakkā (サッカー), phiên âm từ "soccer" trong tiếng Anh-Mỹ, lại được sử dụng nhiều hơn futtobōru (フットボール). Tên tiếng Nhật của JFA là 日本サッカー協会 (Nippon Sakkā Kyōkai).
Trước Thế chiến II người ta thường sử dụng từ shūkyū (蹴球, xúc cầu), một từ Hán-Nhật. Sau chiến tranh từ dành riêng cho Nhật Bản được thay thế bởi một từ Mỹ hơn, sakkā trở nên phổ biến hơn. Những năm gần đây, nhiều đội chuyên nghiệp tự gắn tên của với từ F.C. (Football Club), ví dụ như F.C. Tokyo.

## Các giải đấu
Nhật Bản thực hiện tổ chức hệ thống các giải bóng đá một cách chuyên nghiệp và bài bản từ các giải trẻ, bán chuyên, chuyên nghiệp và các giải dành cho nữ (có cả giải trẻ và giải cho các nữ sinh mọi cấp học)

### Giải quốc nội
- J. League (Giải bóng đá chuyên nghiệp Nhật Bản) là giải đấu cấp quốc gia cao nhất Nhật Bản với J1, J2 và J3.
- Japan Football League (JFL) giải nghiệp dư toàn quốc.
- Cúp Thiên Hoàng (từ 1921) cúp quốc gia.
- J. League Cup giải đấu dành cho các đội J. League (thường là chỉ J1).
- Giải bóng đá vô địch toàn Nhật Bản, giải đấu dành cho các đội thi đấu tại các giải khu vực bên dưới JFL.
- Vòng chung kết Giải bóng đá các khu vực toàn Nhật Bản, giải đấu để chọn đội thăng hạng từ giải khu vực lên JFL.

### Giải quốc nội nữ
- Nadeshiko League (Giải bóng đá nữ Nhật Bản) với ba cấp hạng L1, L2, L3
- Cúp Hoàng hậu

### Giải bán chuyên
- Nam:
  - Cấp đại học
    - Giải bóng đá vô địch các Trường Đại học Toàn Nhật Bản
    - Cúp Tổng lý Đại thần
    - Denso Cup

  - Giải bóng đá vô địch các Trường Cao Trung học
  - Giải bóng đá vô địch các Trường Sơ Trung học
  - Giải bóng đá vô địch các Trường Tiểu học
  - J.League U-18, U-17, U-16, U-15, U-14, U-13, U-12
- Nữ:
  - Giải bóng đá nữ vô địch các Trường Đại học Toàn Nhật Bản
  - Giải bóng đá nữ vô địch các Trường Cao Trung học
  - Giải bóng đá nữ U-18, U-15
  - Nadeshiko Academy Cup U-15

### Giải Futsal
- Nam:
  - F.League (chuyên nghiệp)
  - Ocean Cup (chuyên nghiệp)
  - Giải Futsal vô địch Khu vực
  - Giải Futsal vô địch các Trường Đại học Toàn Nhật Bản
  - Giải Futsal vô địch U-18
  - Giải Futsal vô địch U-15
  - Giải Futsal vô địch U-12
- Nữ:
  - Giải Futsal nữ vô địch Toàn Nhật Bản (chuyên nghiệp nữ)
  - Cúp Futsal nữ (chuyên nghiệp nữ)
  - Giải Futsal nữ vô địch U-15

### Các giải quốc tế được tổ chức tại Nhật Bản
- Á vận hội lần ba 1958, Tokyo
- Olympic Tokyo 1964
- Giải vô địch bóng đá trẻ thế giới 1979
- Cúp bóng đá châu Á 1992, Hiroshima
- Giải vô địch bóng đá U-17 thế giới 1993
- Á vận hội lần mười hai 1994, Hiroshima
- 1998 Dynasty Cup, Tokyo & Yokohama
- Cúp Liên đoàn các châu lục 2001 (cùng Hàn Quốc)
- Giải vô địch bóng đá thế giới 2002 (cùng Hàn Quốc)
- Cúp Liên lục địa / Toyota European/South American Cup (1981–2004)
- 2005–2008, 2011–2012 FIFA Club World Cup

## Cầu thủ người Nhật Bản
- Kunishige Kamamoto (1944–), Vua phá lưới Thế vận hội Mùa hè 1968.
- Yasuhiko Okudera (1952–), cầu thủ Nhật Bản đầu tiên thi đấu tại châu Âu (Bundesliga).
- Kazuyoshi Miura (1967–), Cầu thủ xuất sắc nhất châu Á năm 1993.
- Masami Ihara (1967–), Khoác áo ĐTQG nhiều nhất (122) và Cầu thủ xuất sắc nhất châu Á 1995.
- Hidetoshi Nakata (1977–), Cầu thủ xuất sắc nhất châu Á 1997 và 1998
- Shunsuke Nakamura (1978 –), Cầu thủ xuất sắc nhất của Hiệp hội cầu thủ chuyên nghiệp Scotland 2007
- Homare Sawa (1978–), Cầu thủ nữ xuất sắc nhất năm của FIFA năm 2011 và là một trong hai cầu thủ duy nhất thi đấu tại 6 vòng chung kết Giải vô địch thế giới
- Shinji Ono (1979–), Cầu thủ xuất sắc nhất châu Á 2002.

## Thành tích đội tuyển quốc gia nam
- Olympic Mexico 1968 – Huy chương Đồng
- 1992 2nd Dynasty Cup 1992 – Vô địch
- Cúp bóng đá châu Á 1992 – Vô địch
- Cúp các quốc gia Á-Phi 1993 – Vô địch
- 1995 3rd Dynasty Cup – Vô địch
- 1998 4th Dynasty Cup – Vô địch
- Giải vô địch bóng đá trẻ thế giới 1999 – Á quân
- Cúp bóng đá châu Á 2000 – Vô địch
- Cúp Liên đoàn các châu lục 2001 – Á quân
- Giải vô địch bóng đá thế giới 2002 – Vòng 1/8
- Cúp bóng đá châu Á 2004 – Vô địch
- Giải vô địch bóng đá thế giới 2010 – Vòng 1/8
- Cúp bóng đá châu Á 2011 – Vô địch
- Cúp bóng đá châu Á 2015 – Tứ kết
- Giải vô địch bóng đá thế giới 2018 – Vòng 1/8
- Cúp bóng đá châu Á 2019 – Á quân

## Thành tích đội tuyển quốc gia nữ
- Giải vô địch bóng đá nữ châu Á 1986 – Á quân
- Giải vô địch bóng đá nữ châu Á 1989 – Hạng ba
- Á vận hội 1990 – Huy chương Bạc
- Giải vô địch bóng đá nữ châu Á 1991 – Á quân
- Giải vô địch bóng đá nữ châu Á 1993 – Hạng ba
- Á vận hội 1994 – Huy chương Bạc
- Giải vô địch bóng đá nữ thế giới 1995 – Tứ kết
- Giải vô địch bóng đá nữ châu Á 1995 – Á quân
- Giải vô địch bóng đá nữ châu Á 1997 – Hạng ba
- Á vận hội 1998 – Huy chương Đồng
- Giải vô địch bóng đá nữ châu Á 2001 – Á quân
- Á vận hội 2002 – Huy chương Đồng
- Á vận hội 2006 – Huy chương Bạc
- Cúp bóng đá nữ châu Á 2008 – Hạng ba
- Cúp bóng đá nữ châu Á 2010 – Hạng ba
- Á vận hội 2010 – Huy chương Vàng
- Giải vô địch bóng đá nữ thế giới 2011 – Vô địch
- Olympic London 2012 – Huy chương Bạc
- Cúp bóng đá nữ châu Á 2014 – Vô địch
- Giải vô địch bóng đá nữ thế giới 2015 – Á quân